# CEV Champions League 2019-2020 (maschile)
La CEV Champions League 2019-2020 si è svolta dal 22 ottobre 2019 all'11 marzo 2020: al torneo hanno partecipato ventotto squadre di club europee e la vittoria finale non è stata assegnata ad alcuna squadra a seguito dell'interruzione della competizione a causa della pandemia di COVID-19.

## Formula

### Sistema di qualificazione
Ha potuto partecipare alla CEV Champions League 2019-20 almeno una squadra per ognuna delle 56 federazioni nazionali che ne hanno fatto richiesta. Secondo il Ranking CEV, basato sui risultati di tutte le formazioni affiliate alla medesima federazione nazionale delle ultime tre edizioni della massima competizione europea, alcune federazioni hanno potuto beneficiare della possibilità di iscrivere alla competizione più squadre e di evitare ad una o più formazioni la disputa dei turni preliminari, consentendone l'accesso al torneo direttamente dalla fase a gironi. In particolare:
- 3 squadre direttamente ai gironi:  Italia,  Polonia e  Russia
- 2 squadre ai gironi:  Belgio,  Germania e  Turchia
- 1 squadra ai gironi:  Francia,  Rep. Ceca[3] e  Slovenia

Si sono iscritte ed hanno partecipato alla manifestazione ventotto squadre per un totale di diciannove federazioni rappresentate.

### Regolamento
Le fasi di inizio nel torneo per le varie squadre sono state stabilite in base al Ranking CEV.
Dieci squadre hanno disputato una fase preliminare in tre turni successivi ad eliminazione diretta, ciascuno dei quali organizzato con gare di andata e ritorno e la disputa di un golden set in caso di parità di punti dopo le due partite (coi punteggi di 3-0 e 3-1 sono stati assegnati 3 punti alla squadra vincente e 0 a quella perdente, col punteggio di 3-2 sono stati assegnati 2 punti alla squadra vincente e 1 a quella perdente): le due vincitrici della fase preliminare e le migliori diciotto squadre continentali hanno disputato la fase a gironi, strutturata con formula del girone all'italiana a doppio turno.
La prima classificata di ogni girone e le tre migliori seconde classificate si sono qualificate alla fase ad eliminazione diretta, organizzata in quarti di finale, semifinali (entrambi giocati con gare di andata e ritorno e con la disputa di un golden set in caso di parità di punti dopo le due partite) e finale, quest'ultima disputata in gara unica.
Le squadre sconfitte nei tre turni preliminari sono state relegate in Coppa CEV 2019-20.
A seguito del diffondersi in Europa della pandemia di COVID-19, alcune partite della fase ad eliminazione diretta sono state più volte rinviate ed altre annullate; la CEV ha quindi sospeso la competizione dapprima fino al 3 aprile e in seguito fino a metà maggio 2020: dato il perdurare della pandemia, il 23 aprile 2020 la CEV ha decretato la chiusura anticipata della manifestazione senza assegnazione del trofeo.

### Criteri di classifica
Se il risultato finale è stato di 3-0 o 3-1 sono stati assegnati 3 punti alla squadra vincente e 0 a quella sconfitta, se il risultato finale è stato di 3-2 sono stati assegnati 2 punti alla squadra vincente e 1 a quella sconfitta.
L'ordine del posizionamento in classifica è stato definito in base a:
- Numero di partite vinte;
- Punti;
- Ratio dei set vinti/persi;
- Ratio dei punti realizzati/subiti;
- Risultato degli scontri diretti.

## Squadre partecipanti
| - Aich/Dob - Maaseik - Roeselare - Šachcër Salihorsk - Mladost Brčko - HAOK Mladost - Vammalan | - Tours - Charlottenburg - Friedrichshafen - Polonia London - Lube - Sir Safety Perugia - Trentino | - Budva - Jastrzębski Węgiel - Projekt Warszawa - ZAKSA - Benfica - České Budějovice - Arcada Galați | - Fakel - Kuzbass - Zenit-Kazan - Vojvodina - ACH Volley - Fenerbahçe - Halkbank |

## Torneo

### Primo turno
Gli accoppiamenti fra le squadre per il primo turno e gli abbinamenti per i turni successivi sono stati sorteggiati il 26 giugno 2019 a Lussemburgo.

#### Andata
| 22 ottobre 2019 Dom odbojke Bojan Stranić, Zagabria Durata: 1h:06 - Spettatori: 550 | HAOK Mladost  | 3 - 0 | Polonia London | 25-11, 25-17, 25-14 |
| 23 ottobre 2019 Sportska Dvorana Peki, Pale Durata: 1h:14 - Spettatori: 500         | Mladost Brčko | 0 - 3 | Benfica        | 22-25, 17-25, 21-25 |

#### Ritorno
| 30 ottobre 2019 Copper Box, Londra Durata: 1h:15 - Spettatori: 900           | Polonia London | 0 - 3 | HAOK Mladost  | 9-25, 12-25, 22-25  |
| 29 ottobre 2019 Sports Hall Benfica, Lisbona Durata: 1h:25 - Spettatori: 650 | Benfica        | 3 - 0 | Mladost Brčko | 25-18, 32-30, 25-18 |

#### Squadre qualificate
- Benfica
- HAOK Mladost

### Secondo turno

#### Andata
| 7 novembre 2019 Dom odbojke Bojan Stranić, Zagabria Durata: 1h:49 - Spettatori: 600     | HAOK Mladost      | 3 - 1 | Aich/Dob  | 22-25, 25-18, 25-21, 25-14 |
| 5 novembre 2019 Sports Hall Benfica, Lisbona Durata: 1h:08 - Spettatori: 340            | Benfica           | 3 - 0 | Budva     | 25-15, 25-17, 25-18        |
| 6 novembre 2019 Palazzetto dello Sport Uruchje, Minsk Durata: 1h:21 - Spettatori: 1 200 | Šachcër Salihorsk | 3 - 0 | Vammalan  | 29-27, 25-22, 25-13        |
| 6 novembre 2019 Sala Sporturilor Dunărea, Galați Durata: 1h:17 - Spettatori: 1 700      | Arcada Galați     | 3 - 0 | Vojvodina | 25-23, 25-17, 25-21        |

#### Ritorno
| 13 novembre 2019 BSH Sportpark, Klagenfurt Durata: 2h:03 - Spettatori: 1 428         | Aich/Dob  | 3 - 1 | HAOK Mladost      | 26-28, 25-18, 28-26, 25-23 Golden set: 9-15  |
| 14 novembre 2019 Mediteranski Sportski Centar, Budua Durata: 1h:47 - Spettatori: 800 | Budva     | 1 - 3 | Benfica           | 25-15, 21-25, 23-25, 25-27                   |
| 14 novembre 2019 Vexve Areena, Sastamala Durata: 1h:14 - Spettatori: 1 238           | Vammalan  | 0 - 3 | Šachcër Salihorsk | 22-25, 22-25, 21-25                          |
| 13 novembre 2019 SPC Vojvodina, Novi Sad Durata: 2h:18 - Spettatori: 1 500           | Vojvodina | 3 - 1 | Arcada Galați     | 25-20, 21-25, 25-21, 25-22 Golden set: 15-11 |

#### Squadre qualificate
- Šachcër Salihorsk
- HAOK Mladost
- Benfica
- Vojvodina

### Terzo turno

#### Andata
| 20 novembre 2019 Sports Hall Benfica, Lisbona Durata: 1h:21 - Spettatori: 1 064 | Benfica   | 3 - 0 | HAOK Mladost      | 25-22, 25-20, 25-22 |
| 21 novembre 2019 SPC Vojvodina, Novi Sad Durata: 1h:15 - Spettatori: 1 050      | Vojvodina | 3 - 0 | Šachcër Salihorsk | 25-21, 25-18, 25-18 |

#### Ritorno
| 27 novembre 2019 Dom odbojke Bojan Stranić, Zagabria Durata: 1h:41 - Spettatori: 1 500   | HAOK Mladost      | 1 - 3 | Benfica   | 20-25, 19-25, 25-20, 21-25 |
| 27 novembre 2019 Palazzetto dello Sport Uruchje, Minsk Durata: 1h:21 - Spettatori: 1 000 | Šachcër Salihorsk | 0 - 3 | Vojvodina | 23-25, 18-25, 22-25        |

#### Squadre qualificate
- Benfica
- Vojvodina

### Fase a gironi
I gironi sono stati sorteggiati il 25 ottobre 2019 a Sofia.
| Girone A         | Girone B       | Girone C           | Girone D           | Girone E        |
| ---------------- | -------------- | ------------------ | ------------------ | --------------- |
| Lube             | Kuzbass        | Zenit-Kazan        | Sir Safety Perugia | ZAKSA           |
| Fenerbahçe       | Charlottenburg | Halkbank           | Projekt Warszawa   | Friedrichshafen |
| České Budějovice | ACH Volley     | Maaseik            | Tours              | Roeselare       |
| Trentino         | Fakel          | Jastrzębski Węgiel | Benfica            | Vojvodina       |

#### Girone A

##### Risultati
| 26 gennaio 2020 PalaCivitanova, Civitanova Marche Durata: 1h:20 - Spettatori: 3 639   | Lube             | 3 - 0 | Trentino         | 25-21, 25-18, 25-15               |
| 5 dicembre 2019 Burhan Felek Spor Salonu, Istanbul Durata: 2h:06 - Spettatori: 350    | Fenerbahçe       | 2 - 3 | České Budějovice | 20-25, 25-21, 25-17, 21-25, 12-15 |
| 12 dicembre 2019 Sportovní Hala, České Budějovice Durata: 1h:45 - Spettatori: 2 350   | České Budějovice | 1 - 3 | Lube             | 18-25, 25-21, 13-25, 22-25        |
| 12 dicembre 2019 PalaTrento, Trento Durata: 2h:07 - Spettatori: 2 502                 | Trentino         | 3 - 2 | Fenerbahçe       | 21-25, 23-25, 25-18, 25-17, 16-14 |
| 19 dicembre 2019 Burhan Felek Spor Salonu, Istanbul Durata: 1h:40 - Spettatori: 1 238 | Fenerbahçe       | 1 - 3 | Lube             | 15-25, 19-25, 25-20, 17-25        |
| 19 dicembre 2019 PalaTrento, Trento Durata: 1h:13 - Spettatori: 2 772                 | Trentino         | 3 - 0 | České Budějovice | 25-11, 25-16, 25-21               |
| 28 gennaio 2020 PalaCivitanova, Civitanova Marche Durata: 1h:42 - Spettatori: 2 599   | Lube             | 3 - 1 | České Budějovice | 25-21, 25-19, 21-25, 25-19        |
| 30 gennaio 2019 Burhan Felek Spor Salonu, Istanbul Durata: 1h:54 - Spettatori: 780    | Fenerbahçe       | 1 - 3 | Trentino         | 25-17, 22-25, 27-29, 20-25        |
| 13 febbraio 2020 PalaTrento, Trento Durata: 1h:59 - Spettatori: 3 073                 | Trentino         | 1 - 3 | Lube             | 26-24, 29-31, 17-25, 22-25        |
| 13 febbraio 2020 Sportovní Hala, České Budějovice Durata: 1h:23 - Spettatori: 2 300   | České Budějovice | 3 - 0 | Fenerbahçe       | 25-23, 25-23, 25-21               |
| 19 febbraio 2020 PalaCivitanova, Civitanova Marche Durata: 1h:42 - Spettatori: 3 595  | Lube             | 3 - 1 | Fenerbahçe       | 25-17, 21-25, 25-18, 25-22        |
| 19 febbraio 2020 Sportovní Hala, České Budějovice Durata: 2h:13 - Spettatori: 2 500   | České Budějovice | 2 - 3 | Trentino         | 25-21, 25-22, 15-25, 22-25, 11-15 |

##### Classifica
| Pos | Squadra          | Pt | G | V | P | SV | SP | Ratio | PF  | PS  | Ratio |
| --- | ---------------- | -- | - | - | - | -- | -- | ----- | --- | --- | ----- |
| 1.  | Lube             | 18 | 6 | 6 | 0 | 18 | 5  | 3,600 | 563 | 468 | 1,203 |
| 2.  | Trentino         | 10 | 6 | 4 | 2 | 13 | 11 | 1,182 | 537 | 519 | 1,035 |
| 3.  | České Budějovice | 6  | 6 | 2 | 4 | 10 | 14 | 0,714 | 486 | 545 | 0,892 |
| 4.  | Fenerbahçe       | 2  | 6 | 0 | 6 | 7  | 18 | 0,389 | 521 | 575 | 0,906 |

#### Girone B

##### Risultati
| 4 dicembre 2019 SRK Arena, Kemerovo Durata: 1h:31 - Spettatori: 3 000                 | Kuzbass        | 3 - 0 | Fakel          | 26-24, 25-21, 25-18               |
| 3 dicembre 2019 Max-Schmeling-Halle, Berlino Durata: 1h:20 - Spettatori: 4 219        | Charlottenburg | 3 - 0 | ACH Volley     | 25-21, 25-15, 26-24               |
| 11 dicembre 2019 Hala Tivoli, Lubiana Durata: 2h:24 - Spettatori: 2 488               | ACH Volley     | 3 - 2 | Kuzbass        | 25-23, 25-16, 25-27, 23-25, 19-17 |
| 11 dicembre 2019 Palazzetto Zvezdnyj, Novyj Urengoj Durata: 1h:19 - Spettatori: 2 300 | Fakel          | 3 - 0 | Charlottenburg | 25-22, 25-18, 25-17               |
| 18 dicembre 2019 Max-Schmeling-Halle, Berlino Durata: 1h:44 - Spettatori: 4 311       | Charlottenburg | 1 - 3 | Kuzbass        | 17-25, 23-25, 25-19, 19-25        |
| 17 dicembre 2019 Palazzetto Zvezdnyj, Novyj Urengoj Durata: 1h:49 - Spettatori: 2 600 | Fakel          | 3 - 1 | ACH Volley     | 24-26, 25-20, 25-19, 25-16        |
| 29 gennaio 2020 SRK Arena, Kemerovo Durata: 1h:21 - Spettatori: 3 000                 | Kuzbass        | 3 - 0 | ACH Volley     | 25-19, 25-23, 25-21               |
| 28 gennaio 2020 Max-Schmeling-Halle, Berlino Durata: 2h:16 - Spettatori: 4 583        | Charlottenburg | 2 - 3 | Fakel          | 25-21, 25-15, 20-25, 22-25, 10-15 |
| 12 febbraio 2020 Palazzetto Zvezdnyj, Novyj Urengoj Durata: 1h:22 - Spettatori: 2 500 | Fakel          | 3 - 0 | Kuzbass        | 25-21, 25-16, 25-20               |
| 12 febbraio 2020 Hala Tivoli, Lubiana Durata: 2h:07 - Spettatori: 2 343               | ACH Volley     | 2 - 3 | Charlottenburg | 25-22, 25-19, 16-25, 22-25, 12-15 |
| 19 febbraio 2020 SRK Arena, Kemerovo Durata: 1h:56 - Spettatori: 3 000                | Kuzbass        | 3 - 2 | Charlottenburg | 22-25, 25-19, 25-14, 20-25, 15-8  |
| 19 febbraio 2020 Hala Tivoli, Lubiana Durata: 2h:16 - Spettatori: 2 098               | ACH Volley     | 2 - 3 | Fakel          | 18-25, 25-23, 25-20, 18-25, 11-15 |

##### Classifica
| Pos | Squadra        | Pt | G | V | P | SV | SP | Ratio | PF  | PS  | Ratio |
| --- | -------------- | -- | - | - | - | -- | -- | ----- | --- | --- | ----- |
| 1.  | Fakel          | 13 | 6 | 5 | 1 | 15 | 8  | 1,875 | 521 | 470 | 1,109 |
| 2.  | Kuzbass        | 12 | 6 | 4 | 2 | 14 | 9  | 1,556 | 517 | 493 | 1,049 |
| 3.  | Charlottenburg | 7  | 6 | 2 | 4 | 11 | 14 | 0,786 | 516 | 537 | 0,961 |
| 4.  | ACH Volley     | 4  | 6 | 1 | 5 | 8  | 17 | 0,471 | 518 | 572 | 0,906 |

#### Girone C

##### Risultati
| 18 gennaio 2020 Centr volejbola Sankt-Peterburg, Kazan' Durata: 2h:15 - Spettatori: 3 200  | Zenit-Kazan        | 2 - 3 | Jastrzębski Węgiel | 25-18, 16-25, 25-20, 22-25, 14-16 |
| 4 dicembre 2019 Başkent Voleybol Salonu, Ankara Durata: 2h:18 - Spettatori: 1 850          | Halkbank           | 2 - 3 | Maaseik            | 25-20, 25-23, 27-29, 20-25, 10-15 |
| 11 dicembre 2019 Steengoed Arena, Maaseik Durata: 2h:16 - Spettatori: 2 000                | Maaseik            | 3 - 2 | Zenit-Kazan        | 20-25, 18-25, 25-23, 25-22, 20-18 |
| 11 dicembre 2019 Hala Sportowa, Jastrzębie-Zdrój Durata: 1h:16 - Spettatori: 2 269         | Jastrzębski Węgiel | 3 - 0 | Halkbank           | 25-17, 25-17, 25-21               |
| 18 dicembre 2019 Başkent Voleybol Salonu, Ankara Durata: 1h:56 - Spettatori: 2 100         | Halkbank           | 1 - 3 | Zenit-Kazan        | 26-24, 23-25, 20-25, 22-25        |
| 19 dicembre 2019 Hala Sportowa, Jastrzębie-Zdrój Durata: 1h:19 - Spettatori: 2 300         | Jastrzębski Węgiel | 3 - 0 | Maaseik            | 25-17, 25-20, 25-21               |
| 29 gennaio 2020 Centr volejbola Sankt-Peterburg, Kazan' Durata: 1h:05 - Spettatori: 2 100  | Zenit-Kazan        | 3 - 0 | Maaseik            | 25-14, 25-10, 25-22               |
| 29 gennaio 2020 Başkent Voleybol Salonu, Ankara Durata: 1h:12 - Spettatori: 1 100          | Halkbank           | 0 - 3 | Jastrzębski Węgiel | 18-25, 18-25, 15-25               |
| 12 febbraio 2020 Hala Sportowa, Jastrzębie-Zdrój Durata: 1h:59 - Spettatori: 3 155         | Jastrzębski Węgiel | 3 - 1 | Zenit-Kazan        | 25-18, 30-28, 19-25, 25-23        |
| 12 febbraio 2020 Steengoed Arena, Maaseik Durata: 2h:07 - Spettatori: 1 500                | Maaseik            | 3 - 1 | Halkbank           | 25-22, 34-36, 25-21, 25-18        |
| 19 febbraio 2020 Centr volejbola Sankt-Peterburg, Kazan' Durata: 1h:43 - Spettatori: 2 250 | Zenit-Kazan        | 3 - 1 | Halkbank           | 25-23, 23-25, 25-19, 25-15        |
| 19 febbraio 2020 Steengoed Arena, Maaseik Durata: 2h:03 - Spettatori: 1 700                | Maaseik            | 3 - 2 | Jastrzębski Węgiel | 25-23, 20-25, 19-25, 25-22, 15-8  |

##### Classifica
| Pos | Squadra            | Pt | G | V | P | SV | SP | Ratio | PF  | PS  | Ratio |
| --- | ------------------ | -- | - | - | - | -- | -- | ----- | --- | --- | ----- |
| 1.  | Jastrzębski Węgiel | 15 | 6 | 5 | 1 | 17 | 6  | 2,833 | 531 | 464 | 1,144 |
| 2.  | Maaseik            | 9  | 6 | 4 | 2 | 12 | 13 | 0,923 | 537 | 570 | 0,942 |
| 3.  | Zenit-Kazan        | 11 | 6 | 3 | 3 | 14 | 11 | 1,273 | 581 | 530 | 1,096 |
| 4.  | Halkbank           | 1  | 6 | 0 | 6 | 5  | 18 | 0,278 | 483 | 568 | 0,850 |

#### Girone D

##### Risultati
| 4 dicembre 2019 PalaEvangelisti, Perugia Durata: 1h:53 - Spettatori: 2 775       | Sir Safety Perugia | 3 - 1 | Benfica            | 25-18, 24-26, 25-15, 25-19 |
| 4 dicembre 2019 Arena Ursynów, Varsavia Durata: 1h:19 - Spettatori: 1 450        | Projekt Warszawa   | 3 - 0 | Tours              | 25-15, 25-22, 25-23        |
| 11 dicembre 2019 Salle Robert-Grenon, Tours Durata: 1h:23 - Spettatori: 2 720    | Tours              | 0 - 3 | Sir Safety Perugia | 30-32, 19-25, 18-25        |
| 10 dicembre 2019 Pavilhão da Luz Nº 1, Lisbona Durata: 2h:00 - Spettatori: 800   | Benfica            | 3 - 1 | Projekt Warszawa   | 25-19, 25-17, 22-25, 25-21 |
| 17 dicembre 2019 Hala Torwar, Varsavia Durata: 1h:54 - Spettatori: 5 500         | Projekt Warszawa   | 1 - 3 | Sir Safety Perugia | 17-25, 25-23, 21-25, 24-26 |
| 19 dicembre 2019 Pavilhão da Luz Nº 1, Lisbona Durata: 1h:56 - Spettatori: 1 400 | Benfica            | 1 - 3 | Tours              | 20-25, 25-20, 22-25, 18-25 |
| 29 gennaio 2020 PalaEvangelisti, Perugia Durata: 1h:15 - Spettatori: 2 834       | Sir Safety Perugia | 3 - 0 | Tours              | 25-21, 25-15, 25-21        |
| 29 gennaio 2020 Hala Torwar, Varsavia Durata: 1h:22 - Spettatori: 1 987          | Projekt Warszawa   | 3 - 0 | Benfica            | 25-21, 25-13, 25-22        |
| 13 febbraio 2020 Pavilhão da Luz Nº 1, Lisbona Durata: 1h:57 - Spettatori: 1 229 | Benfica            | 1 - 3 | Sir Safety Perugia | 24-26, 21-25, 25-22, 17-25 |
| 12 febbraio 2020 Salle Robert-Grenon, Tours Durata: 1h:21 - Spettatori: 2 750    | Tours              | 3 - 0 | Projekt Warszawa   | 25-21, 25-21, 25-20        |
| 19 febbraio 2020 PalaEvangelisti, Perugia Durata: 1h:45 - Spettatori: 2 850      | Sir Safety Perugia | 3 - 1 | Projekt Warszawa   | 25-17, 25-27, 25-17, 25-19 |
| 19 febbraio 2020 Salle Robert-Grenon, Tours Durata: 1h:50 - Spettatori: 3 050    | Tours              | 3 - 1 | Benfica            | 25-23, 22-25, 25-23, 25-17 |

##### Classifica
| Pos | Squadra            | Pt | G | V | P | SV | SP | Ratio | PF  | PS  | Ratio |
| --- | ------------------ | -- | - | - | - | -- | -- | ----- | --- | --- | ----- |
| 1.  | Sir Safety Perugia | 18 | 6 | 6 | 0 | 18 | 4  | 4,500 | 553 | 456 | 1,213 |
| 2.  | Tours              | 9  | 6 | 3 | 3 | 9  | 11 | 0,818 | 451 | 467 | 0,966 |
| 3.  | Projekt Warszawa   | 6  | 6 | 2 | 4 | 9  | 12 | 0,750 | 461 | 487 | 0,947 |
| 4.  | Benfica            | 3  | 6 | 1 | 5 | 7  | 16 | 0,438 | 491 | 546 | 0,899 |

#### Girone E

##### Risultati
| 3 dicembre 2019 Hala Azoty, Kędzierzyn-Koźle Durata: 1h:17 - Spettatori: 1 100     | ZAKSA           | 3 - 0 | Vojvodina       | 25-20, 25-21, 25-21               |
| 4 dicembre 2019 ZF-Arena, Friedrichshafen Durata: 1h:19 - Spettatori: 1 197        | Friedrichshafen | 0 - 3 | Roeselare       | 23-25, 21-25, 15-25               |
| 10 dicembre 2019 Sporthal Schiervelde, Roeselare Durata: 1h:08 - Spettatori: 1 600 | Roeselare       | 0 - 3 | ZAKSA           | 17-25, 19-25, 21-25               |
| 10 dicembre 2019 SPC Vojvodina, Novi Sad Durata: 1h:23 - Spettatori: 3 500         | Vojvodina       | 0 - 3 | Friedrichshafen | 20-25, 21-25, 20-25               |
| 18 dicembre 2019 ZF-Arena, Friedrichshafen Durata: 1h:21 - Spettatori: 1 264       | Friedrichshafen | 0 - 3 | ZAKSA           | 23-25, 22-25, 20-25               |
| 17 dicembre 2019 SPC Vojvodina, Novi Sad Durata: 2h:08 - Spettatori: 1 000         | Vojvodina       | 2 - 3 | Roeselare       | 21-25, 20-25, 25-22, 25-22, 12-15 |
| 28 gennaio 2020 Hala Azoty, Kędzierzyn-Koźle Durata: 1h:14 - Spettatori: 1 200     | ZAKSA           | 3 - 0 | Roeselare       | 25-19, 25-18, 25-20               |
| 29 gennaio 2020 ZF-Arena, Friedrichshafen Durata: 2h:02 - Spettatori: 1 181        | Friedrichshafen | 3 - 2 | Vojvodina       | 23-25, 25-18, 17-25, 25-20, 15-13 |
| 11 febbraio 2020 SPC Vojvodina, Novi Sad Durata: 1h:08 - Spettatori: 1 500         | Vojvodina       | 0 - 3 | ZAKSA           | 11-25, 22-25, 18-25               |
| 11 febbraio 2020 Sporthal Schiervelde, Roeselare Durata: 1h:50 - Spettatori: 1 500 | Roeselare       | 3 - 1 | Friedrichshafen | 28-26, 26-28, 25-19, 25-17        |
| 19 febbraio 2020 Hala Azoty, Kędzierzyn-Koźle Durata: 1h:21 - Spettatori: 1 100    | ZAKSA           | 3 - 0 | Friedrichshafen | 25-21, 25-21, 25-22               |
| 19 febbraio 2020 Sporthal Schiervelde, Roeselare Durata: 1h:18 - Spettatori: 1 650 | Roeselare       | 3 - 0 | Vojvodina       | 28-26, 25-20, 25-18               |

##### Classifica
| Pos | Squadra         | Pt | G | V | P | SV | SP | Ratio | PF  | PS  | Ratio |
| --- | --------------- | -- | - | - | - | -- | -- | ----- | --- | --- | ----- |
| 1.  | ZAKSA           | 18 | 6 | 6 | 0 | 18 | 0  | MAX   | 450 | 356 | 1,264 |
| 2.  | Roeselare       | 11 | 6 | 4 | 2 | 12 | 9  | 1,333 | 480 | 466 | 1,030 |
| 3.  | Friedrichshafen | 5  | 6 | 2 | 4 | 7  | 14 | 0,500 | 458 | 491 | 0,933 |
| 4.  | Vojvodina       | 2  | 6 | 0 | 6 | 4  | 18 | 0,222 | 442 | 517 | 0,855 |

### Quarti di finale
Gli accoppiamenti fra le squadre per le sfide dei quarti di finale e gli abbinamenti per i turni successivi sono stati sorteggiati il 20 febbraio 2020 a Lussemburgo.
Sulla base del posizionamento in classifica e dei risultati conseguiti nella fase a gironi, sono state individuate quattro teste di serie (le migliori quattro prime classificate), inserite nell'urna 1, che vengono abbinate tramite sorteggio ad una delle altre quattro formazioni qualificate, inserite nell'urna 2, con queste ultime che disputano la gara d'andata in casa; viene impedito l'abbinamento fra formazioni che si sono già affrontate nella fase a gironi.
| # | Urna 1             | Urna 2    |
| - | ------------------ | --------- |
| 1 | ZAKSA              | Fakel     |
| 2 | Sir Safety Perugia | Kuzbass   |
| 3 | Lube               | Roeselare |
| 4 | Jastrzębski Węgiel | Trentino  |

#### Andata
| 4 marzo 2020 Sporthal Schiervelde, Roeselare Durata: 1h:19 - Spettatori: 2 000    | Roeselare | 0 - 3 | Lube               | 29-31, 14-25, 16-25               |
| PalaTrento, Trento Durata: 0h:00 - Spettatori: 0                                  | Trentino  | -     | Jastrzębski Węgiel | annullata                         |
| 4 marzo 2020 Palazzetto Zvezdnyj, Novyj Urengoj Durata: 1h:54 - Spettatori: 2 830 | Fakel     | 1 - 3 | Sir Safety Perugia | 23-25, 21-25, 25-22, 21-25        |
| 4 marzo 2020 SRK Arena, Kemerovo Durata: 2h:23 - Spettatori: 3 000                | Kuzbass   | 2 - 3 | ZAKSA              | 25-22, 24-26, 25-17, 26-28, 14-16 |

#### Ritorno
| 11 marzo 2020 PalaCivitanova, Civitanova Marche Durata: 0h:00 - Spettatori: 0 | Lube               | -     | Roeselare | annullata                  |
| 12 marzo 2020 Hala Sportowa, Jastrzębie-Zdrój Durata: 0h:00 - Spettatori: 0   | Jastrzębski Węgiel | -     | Trentino  | annullata                  |
| 10 marzo 2020 PalaEvangelisti, Perugia Durata: 0h:00 - Spettatori: 0          | Sir Safety Perugia | -     | Fakel     | annullata                  |
| 11 marzo 2020 Hala Azoty, Kędzierzyn-Koźle Durata: 1h:49 - Spettatori: 0      | ZAKSA              | 1 - 3 | Kuzbass   | 25-21, 23-25, 18-25, 20-25 |

#### Squadre qualificate
- Lube
- Kuzbass

### Semifinali

#### Andata
| Durata: 0h:00 - Spettatori: 0 |  | - |  | annullata |
| Durata: 0h:00 - Spettatori: 0 |  | - |  | annullata |

#### Ritorno
| Durata: 0h:00 - Spettatori: 0 |  | - |  | annullata |
| Durata: 0h:00 - Spettatori: 0 |  | - |  | annullata |

### Finale
La città e l'impianto sede della Grand Finale sono stati annunciati il 19 dicembre 2019.

#### Grand Finale
| 16 maggio 2020 Max-Schmeling-Halle, Berlino Durata: 0h:00 - Spettatori: 0 |  | - |  | annullata |

#### Squadra campione
- titolo non assegnato